# Allium garbarii
Allium garbarii är en amaryllisväxtart som beskrevs av Lorenzo Peruzzi. Allium garbarii ingår i släktet lökar, och familjen amaryllisväxter.
Artens utbredningsområde är Italien. Inga underarter finns listade i Catalogue of Life.